# Zanclea alba
Zanclea alba är en nässeldjursart som först beskrevs av Meyen 1834.  Zanclea alba ingår i släktet Zanclea och familjen Zancleidae. Inga underarter finns listade i Catalogue of Life.